# Ядвіга Бранденбурзька (1540—1602)
Ядвіга Бранденбурзька (нім. Hedwig von Brandenburg, 23 лютого 1540 — 21 жовтня 1602) — бранденбурзька принцеса з династії Гогенцоллернів, донька курфюрста Бранденбургу Йоахіма II Гектора та польської королівни Ядвіги Ягеллонки, дружина герцога Брауншвейг-Люнебурзького, князя Брауншвейг-Вольфенбюттельського Юлія.

## Біографія
Народилась 23 лютого 1540 року у Міському палаці Кьолльна. Була третьою дитиною та другою донькою в родині курфюрста Бранденбургу Йоахіма II Гектора та його другої дружини Ядвіги Ягеллонки. Мала старшу сестру Єлизавету Магдалену та брата Сигізмунда. Згодом сімейство поповнилося донькою Софією та братом Йоахімом, який прожив лише кілька місяців. Від першого шлюбу батька Ядвіга мала єдинокровну сестру Барбару та братів Йоганна Георга й Фрідріха.
Матір, в результаті нещасного випадку, від 1551 року пересувалася за допомогою милиць. Батько з тих пір жив вільним життям, маючи численних коханок. Діти виховувались у протестантському дусі.
У 20 років Ядвіга стала дружиною 31-річного принца Брауншвейг-Вольфенбюттельського Юлія. Весілля пройшло 25 лютого 1560 у Кьолльні. Молоді люди зустрілися при дворі Йоганна Бранденбург-Кюстринського, дядька дівчини, де Юлій мешкав, втікши від батька, Генріха V. Коли чоловік примирився з батьком, пара оселилася у Гессенському палаці в Остервіку. Також ім було відведено замок Шладен. Генріху V було важко прийняти факт, що його невістка є протестанткою. Лише із народженням першого сина пари, князь прийняв Ядвігу. За переказами він увійшов до кімнати породіллі й узявши малюка на руки сказав: «Тепер ти маєш бути моїм улюбленим синомǃ». Всього у подружжя було одинадцятеро дітей.
У 1568 році чоловік Ядвіги став правлячим князем Брауншвейг-Вольфенбюттеля. Керівником себе показав відмінним і бережливим. Вольфенбюттель за його часів переживав свій розквіт. Втім, від дружини Юлій віддалився, потрапивши під поганий вплив алхіміків Філіпа Соммерінга та Анни Марії Циглер. Вона ж із задоволенням віддавала себе господарчим турботом. Сучасники змальовували її як набожну та скромну жінку.
У травні 1589 року Юлій пішов з життя. Ядвіга після його смерті проживала у Гессенському палаці. У 1598 році богослов Стефан Преторіус присвятив їй книгу «Втіха удови».
Померла у Вольфенбюттелі 21 жовтня 1602 року. Її сенотаф знаходиться у головній церкві Вольфенбюттеля, присвяченій Діві Марії.

## Родина
Чоловік — Юлій Брауншвейг-Вольфенбюттельський
Діти:
- Софія Ядвіга (1561—1631) — дружина герцога Померанії Ернста Людвіга, мала трьох дітей;
- Генріх Юлій (1564—1613) — герцог Брауншвейг-Люнебургу, князь Брауншвейг-Вольфенбюттеля у 1589—1613 роках, перша дружина Доротея Саксонська, друга дружина Єлизавета Данська, мав одинадцятеро дітей від обох шлюбів;
- Марія (1566—1626) — дружина герцога Саксен-Лауенбургу Франца II, мала чотирнадцятеро дітей;
- Єлизавета (1567—1618) — була двічі одружена, мала єдиного сина від першого шлюбу, який помер підлітком;
- Філіп Сигізмунд (1568—1623) — князь-єпископ Вердену та Оснабрюку;
- Маргарита (1571—1580) — прожила 8 років;
- Йоахім Карл (1573—1615) — пробст та мер Страсбуру, одруженим не був, дітей не мав;
- Сабіна Катерина (1574—1590) — одружена не була, дітей не мала;
- Доротея Августа (1577—1625) — настоятелька світського монастиря Гандерсгайму;
- Юлій Август (1578—1617) — настоятель монастиря Міхаельштайн поблизу Бланкенбургу;
- Ядвіга (1580—1657) — дружина герцога Брауншвейг-Харбургу Оттона III, дітей не мала.